# Green Office (Hochschulen)
Ein Green Office (auch (studentisches) Nachhaltigkeitsbüro, Zukunftsbüro, Student Green Office) ist ein von Studierenden und Hochschulmitarbeitern geführtes Nachhaltigkeitsbüro einer Hochschule. Ein Green Office informiert, verbindet und unterstützt Studierende und Hochschulmitarbeiter, um über Nachhaltigkeit zu lernen und Projekte umzusetzen. Zudem realisiert es eigene Ideen, um Nachhaltigkeit in Lehre, in Forschung und Betrieb zu verankern.
Das erste Green Office wurde im Jahr 2010 an der Universität Maastricht errichtet. Seitdem wurde das Modell an über 35 Hochschulen in Europa übernommen und hat den UNESCO-Japan Preis in Bildung für nachhaltige Entwicklung gewonnen.
Green Offices beteiligen sich an der Organisation von Nachhaltigkeits-Events, geben Überblicke über Nachhaltigkeitskurse und gestalten neue Kurse mit. Außerdem treten sie für die Mülltrennung und die Nutzung von Solarzellen ein. Green Offices beraten auch Studierendengruppen und Mitarbeitern, die nachhaltig handeln möchten, und helfen ihnen bei der Umsetzung von nachhaltigen Initiativen. Durch ihr Engagement tragen Green Offices dazu bei, dass Nachhaltigkeit an Hochschulen und Universitäten eine wichtige Rolle spielt und dass Studierende und Mitarbeiterinnen dazu motiviert werden, nachhaltiger zu handeln.